# .17 Hornady Magnum Rimfire
Die .17 Hornady Magnum Rimfire (.17 HMR) ist eine Kleinkaliberpatrone mit Randfeuerzündung, die üblicherweise für die Jagd auf Raubwild und -zeug genutzt wird.
Entwickelt wurde die Patrone von Hornady aus der .22 WMR. Dafür wurde der Hülsenhals der .22 WMR auf 4,8 mm eingezogen und darin ein verkleinertes Jagdgeschoss mit einem Durchmesser von ~ 4,4 mm (0,172 in) eingesetzt.
Die Projektile haben üblicherweise ein Gewicht zwischen 15,5 und 20 grain und besitzen oft eine kurze Geschossspitze aus Kunststoff, um die Ballistik zu verbessern. Mehrere Hersteller bieten auch bleifreie Munition an.

## Bezeichnung
Im deutschen Nationalen Waffenregister (NWR) wird die Patrone unter Katalognummer 518 unter folgenden Bezeichnungen geführt (gebräuchliche Bezeichnungen in Fettdruck)
- .17 HMR (Hauptbezeichnung)
- .17 Hornady
- .17 Hornady Magnum
- .17 Hornady Magnum Rimfire
- .17/.22WinMag